# Корневки
Корневки — деревня в Старицком районе Тверской области. Входит в состав Берновского сельского поселения.

## География
Находится в южной части Тверской области на расстоянии приблизительно 24 км на север-северо-запад по прямой от районного центра города Старица на правом берегу речки Нашага.

## История
В 1859 году здесь (деревня Новая Старицкого уезда) было учтено 7 дворов, в 1941 — 10.

## Население
Численность населения: 61 человек (1859 год), 3 (русские 100 %) в 2002 году, 1 в 2010.